# Parageaya albifrons
Parageaya albifrons is een hooiwagen uit de familie Sclerosomatidae.